# Fed Cup 2010 Spareggi Gruppo Mondiale
Gli spareggi per il Gruppo Mondiale 2010 sono i principali spareggi della Fed Cup 2010, e collegano il Gruppo Mondiale al Gruppo Mondiale II. Ad essi partecipano le 4 squadre sconfitte nel primo turno del Gruppo Mondiale (Belgio, Ucraina, Germania e Serbia) e le 4 squadre vincitrici del Gruppo Mondiale II (Estonia, Australia, Francia e Slovacchia) incrociandosi in scontri ad eliminazione diretta. Le 4 squadre vincenti gli spareggi avranno il diritto a partecipare al Gruppo Mondiale del 2011 e lottare quindi per la conquista della Fed Cup 2011, mentre le perdenti retrocedono al Gruppo Mondiale II.

## Accoppiamenti
Le partite si disputano il 24 e 25 aprile 2010.
- Belgio vs  Estonia
- Ucraina vs  Australia
- Germania vs  Francia
- Serbia vs  Slovacchia

### Belgio vs. Estonia
| Belgio 3 | Grenslandhallen - Ethias Arena, Hasselt, Belgio 24 aprile - 25 aprile 2010 Terra rossa | Grenslandhallen - Ethias Arena, Hasselt, Belgio 24 aprile - 25 aprile 2010 Terra rossa | Estonia 2 |     |     |  |
| \| \| \| \| 1 \| 2 \| 3 \| \| \| - \| \| ------------------------------------------------------------- \| --- \| --- \| --- \| \| \| 1 \| \| Kim Clijsters Maret Ani \| 6 4 \| 6 2 \| \| \| \| 2 \| \| Yanina Wickmayer Kaia Kanepi \| 6 2 \| 4 6 \| 6 1 \| \| \| 3 \| \| Justine Henin Kaia Kanepi \| 7 6 \| 4 6 \| 3 6 \| \| \| 4 \| \| Yanina Wickmayer Maret Ani \| 2 6 \| 6 1 \| 6 1 \| \| \| 5 \| \| Kirsten Flipkens / Yanina Wickmayer Maret Ani / Margit Rüütel \| 6 2 \| 4 6 \| 3 6 \| \| |                                                                                        |                                                                                        |           |     |     |  |
| |                                                                                        |                                                                                        | 1         | 2   | 3   |  |
| 1 | Belgio (bandiera) · Estonia (bandiera)                                                 | Kim Clijsters Maret Ani                                                                | 6 4       | 6 2 |     |  |
| 2 | Belgio (bandiera) · Estonia (bandiera)                                                 | Yanina Wickmayer Kaia Kanepi                                                           | 6 2       | 4 6 | 6 1 |  |
| 3 | Belgio (bandiera) · Estonia (bandiera)                                                 | Justine Henin Kaia Kanepi                                                              | 7 6       | 4 6 | 3 6 |  |
| 4 | Belgio (bandiera) · Estonia (bandiera)                                                 | Yanina Wickmayer Maret Ani                                                             | 2 6       | 6 1 | 6 1 |  |
| 5 | Belgio (bandiera) · Estonia (bandiera)                                                 | Kirsten Flipkens / Yanina Wickmayer Maret Ani / Margit Rüütel                          | 6 2       | 4 6 | 3 6 |  |

### Germania vs. Francia
| Germania 2 | Frankfurter TC 1914 Palmengarten, Francoforte sul Meno, Germania 24 aprile - 25 aprile 2010 | Frankfurter TC 1914 Palmengarten, Francoforte sul Meno, Germania 24 aprile - 25 aprile 2010 | Francia 3 |      |     |  |
| \| \| \| \| 1 \| 2 \| 3 \| \| \| - \| \| ---------------------------------------------------------- \| ---- \| ---- \| --- \| \| \| 1 \| \| Andrea Petković Pauline Parmentier \| 6 3 \| 6 2 \| \| \| \| 2 \| \| Tatjana Maria Aravane Rezaï \| 6 2 \| 3 6 \| 0 6 \| \| \| 3 \| \| Andrea Petković Aravane Rezaï \| 6 1 \| 7 62 \| \| \| \| 4 \| \| Julia Görges Pauline Parmentier \| 65 7 \| 4 6 \| \| \| \| 5 \| \| Sabine Lisicki / Andrea Petković Julie Coin / Alizé Cornet \| 3 6 \| 1 6 \| \| \| |                                                                                             |                                                                                             |           |      |     |  |
| |                                                                                             |                                                                                             | 1         | 2    | 3   |  |
| 1 | Germania (bandiera) · Francia (bandiera)                                                    | Andrea Petković Pauline Parmentier                                                          | 6 3       | 6 2  |     |  |
| 2 | Germania (bandiera) · Francia (bandiera)                                                    | Tatjana Maria Aravane Rezaï                                                                 | 6 2       | 3 6  | 0 6 |  |
| 3 | Germania (bandiera) · Francia (bandiera)                                                    | Andrea Petković Aravane Rezaï                                                               | 6 1       | 7 62 |     |  |
| 4 | Germania (bandiera) · Francia (bandiera)                                                    | Julia Görges Pauline Parmentier                                                             | 65 7      | 4 6  |     |  |
| 5 | Germania (bandiera) · Francia (bandiera)                                                    | Sabine Lisicki / Andrea Petković Julie Coin / Alizé Cornet                                  | 3 6       | 1 6  |     |  |

### Serbia vs. Slovacchia
| Serbia 2 | Beogradska Arena, Belgrado, Serbia 24 aprile - 25 aprile 2010 | Beogradska Arena, Belgrado, Serbia 24 aprile - 25 aprile 2010                 | Slovacchia 3 |      |   |  |
| \| \| \| \| 1 \| 2 \| 3 \| \| \| - \| \| ----------------------------------------------------------------------------- \| ---- \| ---- \| - \| \| \| 1 \| \| Jelena Janković Magdaléna Rybáriková \| 7 65 \| 6 3 \| \| \| \| 2 \| \| Bojana Jovanovski Daniela Hantuchová \| 2 6 \| 2 6 \| \| \| \| 3 \| \| Jelena Janković Daniela Hantuchová \| 62 7 \| 5 7 \| \| \| \| 4 \| \| Bojana Jovanovski Magdaléna Rybáriková \| 6 1 \| 7 65 \| \| \| \| 5 \| \| Jelena Janković / Bojana Jovanovski Daniela Hantuchová / Magdaléna Rybáriková \| 4 6 \| 3 6 \| \| \| |                                                               |                                                                               |              |      |   |  |
| |                                                               |                                                                               | 1            | 2    | 3 |  |
| 1 | Serbia (bandiera) · Slovacchia (bandiera)                     | Jelena Janković Magdaléna Rybáriková                                          | 7 65         | 6 3  |   |  |
| 2 | Serbia (bandiera) · Slovacchia (bandiera)                     | Bojana Jovanovski Daniela Hantuchová                                          | 2 6          | 2 6  |   |  |
| 3 | Serbia (bandiera) · Slovacchia (bandiera)                     | Jelena Janković Daniela Hantuchová                                            | 62 7         | 5 7  |   |  |
| 4 | Serbia (bandiera) · Slovacchia (bandiera)                     | Bojana Jovanovski Magdaléna Rybáriková                                        | 6 1          | 7 65 |   |  |
| 5 | Serbia (bandiera) · Slovacchia (bandiera)                     | Jelena Janković / Bojana Jovanovski Daniela Hantuchová / Magdaléna Rybáriková | 4 6          | 3 6  |   |  |

## Verdetti
- Promosse al Gruppo Mondiale 2011: Belgio, Australia, Francia, Slovacchia
- Retrocesse al Gruppo Mondiale II 2011: Estonia, Ucraina, Germania, Serbia